# Szajch ad-Dajr
Szajch ad-Dajr (arab. شيخ الدير) – wieś w Syrii, w muhafazie Aleppo, w dystrykcie Afrin. W 2004 roku liczyła 714 mieszkańców.